# جيمس سوان
جيمس سوان (بالإنجليزية: James Swan) (مواليد 6 يوليو 1974) هو ملاكم أسترالي، مثّل بلاده في الألعاب الأولمبية الصيفية في دورتي 1996 و2000.

## روابط خارجية
جيمس سوان على موقع اللجنة الأولمبية الدولية (الإنجليزية)
- جيمس سوان على موقع أوليمبيديا (الإنجليزية)
- جيمس سوان على موقع اللجنة الأولمبية الأسترالية (الإنجليزية)
- جيمس سوان على موقع اتحاد ألعاب الكومنولث (مؤرشف) (الإنجليزية)